# Carlos Robles
Juan Carlos Robles ou Carlos Robes y Robles dit Carlos Robles, né le 15 décembre 1925 et mort le 1er septembre 2018, est un ancien arbitre chilien de football. Il fut auparavant joueur de hockey sur glace.

## Carrière
Il a officié dans des compétitions majeures : 
- Copa América 1955 (6 matchs)
- Copa América 1959 (Argentine) (6 matchs)
- Copa Libertadores 1960 (finale aller)
- Coupe du monde de football de 1962 (1 match)
- Copa Libertadores 1962 (finales aller et retour)
- Copa Libertadores 1970 (finale aller)
- Copa América 1975 (2 matchs)
- Coupe intercontinentale 1976 (finale retour)